# 1704 en musique classique
| \| • Retour à la chronologie générale de la musique classique • \| |
| Grèce • Rome • Haut Moyen Âge • VIIIe siècle • IXe siècle • Xe siècle • XIe siècle XIIe siècle • XIIIe siècle • XIVe siècle • XVe siècle • XVIe siècle • XVIIe siècle XVIIIe siècle • XIXe siècle • XXe siècle • XXIe siècle |
| • Retour à la chronologie générale de la musique classique • |

| Années en musique classique : 1701 - 1702 - 1703 - 1704 - 1705 - 1706 - 1707    |
| Décennies en musique classique : 1670 - 1680 - 1690 - 1700 - 1710 - 1720 - 1730 |

## Événements
- 6 mai : Iphigénie en Tauride, opéra-ballet de Henry Desmarest, terminé par André Campra, représenté à l'Académie royale de musique.

## Œuvres
- Comparaison de la musique italienne et de la musique française, de Jean-Laurent Le Cerf de La Viéville.
- L'Écho du Danube, de Johannes Schenck.
- Motets, premier livre, de Jean-Baptiste Morin.
- Premier livre de pièces de clavecin, de Louis-Nicolas Clérambault.

## Naissances

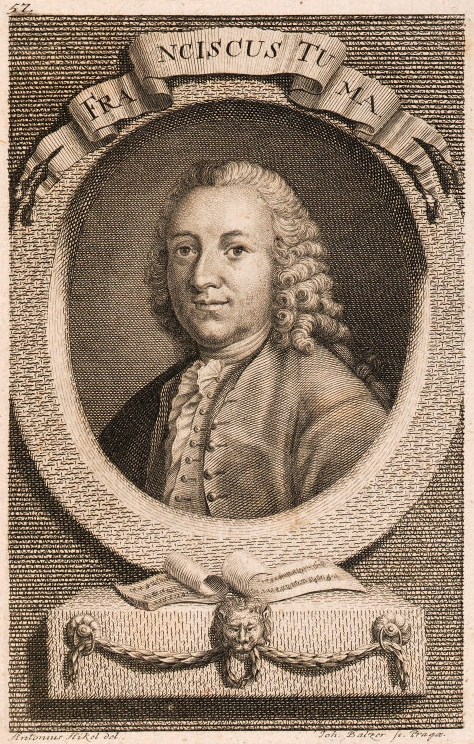
František Tůma

- 7 mai : Carl Heinrich Graun, chanteur et compositeur allemand († 8 août 1759).
- 11 juin : Jose Antonio Carlos de Seixas, claveciniste, organiste et compositeur portugais († 25 août 1742).
- 3 août : Nicole Le Maure, cantatrice française († 14 janvier 1786).
- 13 août : Lorenzo Fago, compositeur, organiste et pédagogue italien († 30 avril 1793).
- 3 septembre : Giovanni Battista Costanzi, compositeur et violoncelliste italien († 5 mars 1778).
- 2 octobre : František Tůma, compositeur tchèque († 30 janvier 1774).
- 10 novembre : Carlo Zuccari, compositeur et altiste italien († 3 mai 1792).
- 31 décembre : Carl Gotthelf Gerlach, organiste, compositeur et violoniste allemand († 9 juillet 1761).

Date indéterminée :
- Cristoforo Manna, compositeur italien.
- Claude Parisot, facteur d'orgue français († 3 mars 1784).
- Giovanni Battista Pescetti, compositeur italien († 20 mars 1766).

## Décès
- 7 février : Lady Mary Dering, compositrice anglaise  (bapt 3 septembre 1629).
- 23 février : Georg Muffat, compositeur allemand (° 1er juin 1653).
- 24 février : Marc-Antoine Charpentier, compositeur français (° 1643).
- 25 février : Isabella Leonarda, religieuse et compositrice italienne (° 6 septembre 1620).
- 3 mai : Heinrich Ignaz Franz Biber, compositeur autrichien (° 12 août 1644).
- 24 mai : Dominique Clérambault, musicien, maître joueur instrumentiste français (° 1644).
- 6 septembre : Francesco Provenzale, pédagogue et compositeur napolitain (° 15 septembre 1624).
- 14 décembre : Joseph-François Duché de Vancy, auteur dramatique et librettiste français (° 29 octobre 1668).

Date indéterminée :
- Giacomo Filippo Spada, organiste et prêtre italien (° date indéterminée).